# Arena Gyeongju
Arena Gyeongju - przeznaczona do koszykówki hala sportowa znajdująca się w mieście Gyeongju, w Korei Południowej. W tej hali swoje mecze rozgrywa drużyna Gyeongju BC. Hala została oddana do użytku w roku 1998, może pomieścić 6 380 widzów.